# Doosan

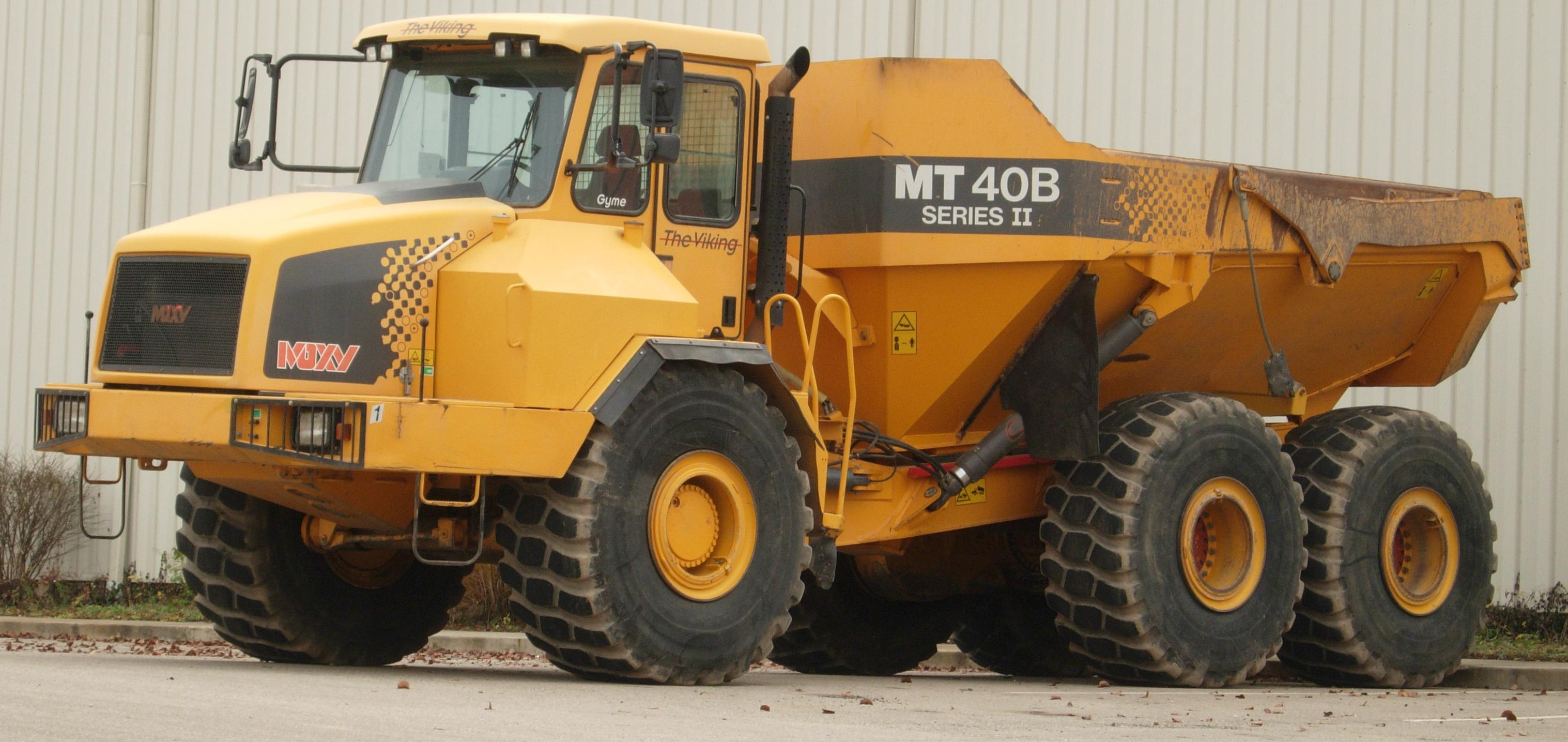
Самосвал Moxy MT 40B II, продукция Doosan, Цинциннати, США

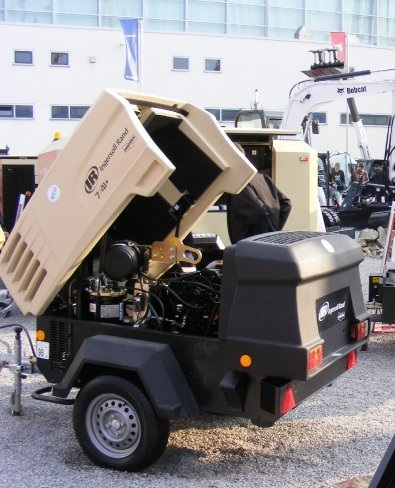
Ingersoll-Rand Компрессор Typ 7/41 Auf Der Bauma 2010, Германия

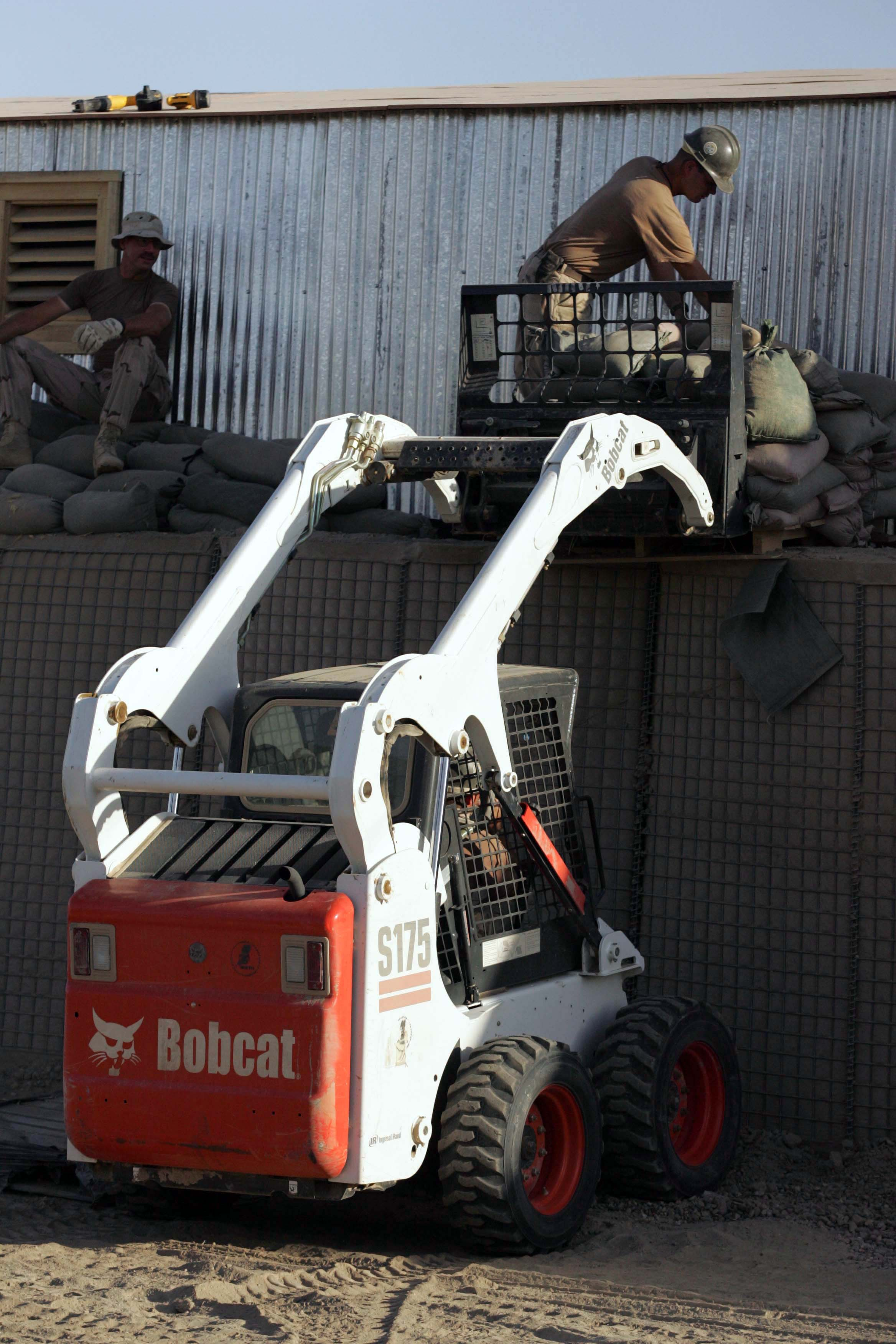
Эр-Рамади (Ирак) — трактор Bobcat используется флотом США, 29 июня 2005

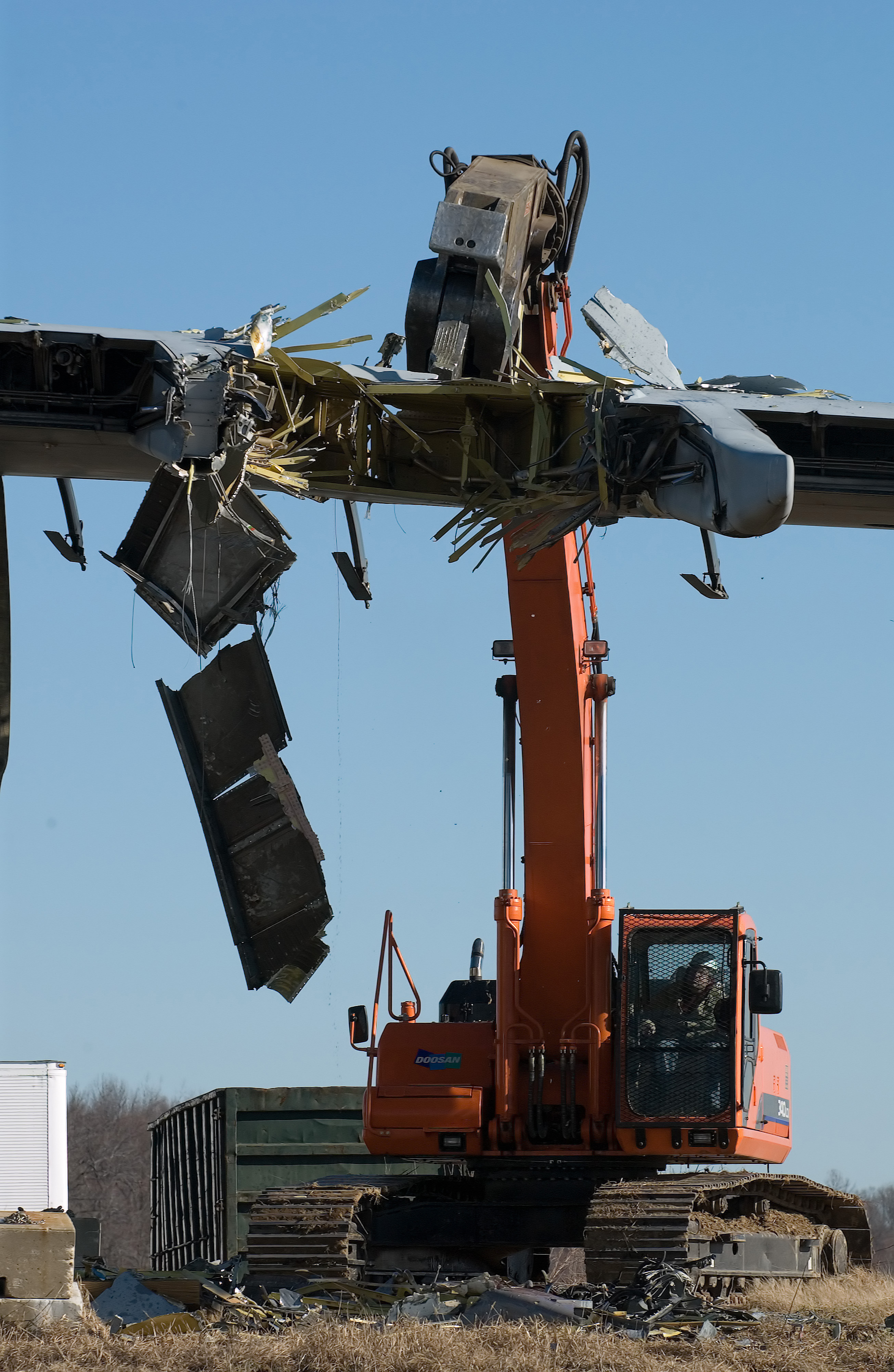
Машина Doosan снимает крыло уничтоженного самолёта в конце взлетно-посадочной полосы 32 в аэропорте Dover Air Force Base, штат Делавэр (США), 17 января 2007 года (самолёт C-5B 84-0059 разбился 3 апреля 2006 года)

Doosan Group (кор. 두산그룹) — один из крупнейших южнокорейских чеболей (финансово-промышленных групп), международная корпорация с широким спектром производств и сетью представительств по всему миру. С момента приобретения в 2005 году компании Daewoo Heavy Industries & Machinery, Doosan сориентировалась на рынок строительной техники, начав с производства экскаваторов и фронтальных погрузчиков. Сегодня Doosan занимает 7-е место в мире по выпуску землеройной и дорожно-строительной техники.

## История
Doosan Group основана в 1896 году в Сеуле, как магазин. С тех пор Doosan превратилась в многонациональную, диверсифицированную бизнес-империю, с особым акцентом на потребительские товары, производство и торговлю и строительство.
Doosan активно расширяется за счёт приобретения крупных компаний, в том числе Doosan Heavy Industries (ранее Корея Heavy Industries, компания тяжёлого машиностроения, специализирующаяся на опреснительных установках) в 2001 году, Koryeo в 2004 и Doosan Infracore (бывшая Daewoo Heavy Industries, компания, специализирующаяся на строительной технике) в 2005 году.
В 2006 году Doosan приобрел ряд мировых компаний, в том числе инжиниринговую компанию Mitsui Babcock (переименована в Doosan Babcock) и Kvaerner IMGB, крупнейшая компания по литью и ковке в Румынии. 
В 2007 году Doosan приобрел Bobcat Company, став седьмым по величине в мире поставщиком строительной техники. 
Doosan в настоящее время имеет 25 дочерних компаний в Корее и 86 зарубежных филиалов в 35 странах мира. Doosan имеет более 38 тыс. сотрудников (20 тыс. в Корее и 18 тыс. за рубежом) и всемирной сетью более 1400 дилеров.

## Основные направления деятельности
Продукцией компании являются экскаваторы, потребительские товары, недвижимость, финансовые услуги, IT услуги, медиа, розничная торговля, промышленное оборудование и консалтинг.
Doosan владеет основными технологиями для котлов, турбин и генераторов (BTG) — трёх ключевых компонентов современной переработки ископаемого топлива. Это теперь позиционирует компанию в той же лиге, как GE (США), Siemens (Германия) и Alstom (Франция). 
По данным «Файнэншл Таймс», через ряд крупных приобретений Doosan Heavy стала четвёртым по величине силовым установщиком и производителем оборудования в мире, позади General Electric, Siemens и ABB.
Doosan Machine Tools является производителем металлообрабатывающих станков Doosan.
DICE (Doosan Infracore Construction Equipment, глобальный альянс строительных брендов, который включает Doosan, Bobcat и Moxy Doosan) заняли 6-е место в 2010 году в рейтинге 50 крупнейших в мире производителей строительной техники.

### Ядерное и другое энергетическое оборудование
Было продано оборудования для крупнейших ядерных объектов генерации энергии в Соединённых Штатах. 
Doosan поставляет оборудование, состоящее из элементов управления приводных механизмов (CEDM) и реакторов на АЭС Пало-Верде, на АЭС в Тонопа, Аризона, мощностью в 1400 МВт (реактор используется для поддержания давления сопротивление охлаждающей жидкости, в то время как CEDM (control element drive mechanism) — это устройство, используемое для управления степенью ядерной реакции). 
Doosan будет поставлять оборудования для энергоблоков AP1000 для двух подразделений, которые будут построены в штате Джорджия (с учётом согласований, два блока планируется ввести в строй в 2016 и 2017 гг.).

#### Китайский рынок
В конце мая 2008 года Doosan подписала меморандум о взаимопонимании и сотрудничестве с CNNC в области новых ядерно-энергетических проектов в Китае. Среди проектов поставка парогенераторов и реакторов для АЭС Циньшань, а также оборудования для двух энергоблоков AP1000 для АЭС Саньмэнь и два для АЭС Хайян.

## Структура
Инфраструктура Doosan состоит из шести дочерних компаний: Doosan Corporation, Doosan Enerbility (прежнее название Doosan Heavy Industries & Construction), Doosan Infracore, Doosan Engineering & Construction, Doosan Engine и Doosan Machine Tools. Эти дочерние компании призваны обеспечить людей электроэнергией, опресненной питьевой водой, строительной техникой, передовой техникой, оборонительными поставками, домами, дорогами и мостами, химическим оборудованием и промышленными двигателями.

### Подразделения
- США (4200) — Bobcat, 5700 человек
- Великобритания — Doosan Babcock 4560 сотрудников (декабрь 2007), 5414 сотрудников (декабрь 2008)
- Румыния (762) — (Doosan IMGB SA) Soseaua Berceni
- Бельгия (500) — Frameries , Бельгия Doosan Infracore
- Польша (425) — Doosan Babcock Energy Polska
- Норвегия (120) — Doosan Moxy AS
- Чехия (1 000) — Skoda Power
- Вьетнам (1700) — Vina Doosan Heavy Industries
- Китай (2700) — Doosan Infracore

## Статистика
Годовой оборот компании составляет 11 млрд долларов. Doosan занимает лидирующие позиции в своем сегменте и к концу 2012 года рассчитывает стать третьим в мире по величине производителем строительной техники и оборудования после Caterpillar и Komatsu, с годовым объёмом продаж 12 млрд долларов.